# Hypomma nordlandicum
Hypomma nordlandicum är en spindelart som beskrevs av Chamberlin och Ivie 1947. Hypomma nordlandicum ingår i släktet Hypomma och familjen täckvävarspindlar.
Artens utbredningsområde är Alaska. Inga underarter finns listade i Catalogue of Life.